# Chocim
Chocim (ukr. Хотин, Chotyn, rum. Hotin) – miasto w południowo-zachodniej części Ukrainy (Besarabia), w obwodzie czerniowieckim, stolica rejonu nad Dniestrem.

## Historia
Od X do XIII wieku należał do księstw ruskich, od XIV wieku w różnych okresach do Mołdawii, Turcji i Polski. W roku 1572 pod Chocimiem bronili się przed Turkami Marcin Dobrosołowski oraz Mikołaj Mielecki.
W XVII–XVIII wieku polska, a następnie turecka twierdza graniczna. Miejsce dwóch wielkich bitew wojsk Rzeczypospolitej z Turkami w 1621 r. i 1673 r. W 1812 r. włączony do Rosji, od 1918 r. w Rumunii. W latach 1940–1991 wraz z północną Bukowiną w granicach Ukraińskiej SRR, z wyjątkiem lat 1941–1944, kiedy był ponownie włączony do Rumunii.
Od 1991 r. należy do Ukrainy.

## Zabytki
- Zamek w Chocimiu